# Chloealtis gracilis
Chloealtis gracilis är en insektsart som först beskrevs av Mcneill 1897.  Chloealtis gracilis ingår i släktet Chloealtis och familjen gräshoppor. Inga underarter finns listade i Catalogue of Life.